# Шарапова, Ирина Александровна
Ирина Александровна Шарапова (род. 12 сентября 1951, Минск) — российская пианистка, концертмейстер, Заслуженная артистка Российской Федерации (2005), профессор Санкт-Петербургской государственной консерватории имени Н. А. Римского-Корсакова, художественный руководитель Международного фестиваля-конкурса «Три века классического романса», президент Фонда поддержки и развития молодёжного исполнительского искусства «Камерата Ирины Шараповой».

## Биография
Ирина Шарапова родилась в Минске в семье поэта и переводчика Александра Яковлевича Шарапова. Мать — Раиса Михайловна Балбуцкая — литературный редактор.
Начальное музыкальное образование получила в школе-десятилетке при Белорусской консерватории и Минском музыкальном училище, окончив с отличием по классу Владислава Эпштейна (ученика К. Н. Игумнова).
С 1970 по 1976 обучалась на фортепианном факультете Ленинградской консерватории у Дмитрия Светозарова, Олега Малова, Бориса Лысенко. По камерному ансамблю занималась в классе Фелиции Фондаминской, по концертмейстерскому классу — у Ирены Радиной. В 1981 окончила ассистентура-стажировку на кафедре камерного ансамбля Ленинградской консерватории под руководством Елены Шафран.
Преподавательская деятельность началась в 1981 году на кафедре камерного ансамбля Ленинградской консерватории. С 1995 года Шарапова — доцент кафедры концертмейстерского мастерства Санкт-Петербургской консерватории. С 2006 года — профессор.

## Концертная деятельность
Основная репертуарная сфера пианистки — вокальная музыка. В разные годы Шарапова сотрудничала с Анной Нетребко, Евгением Нестеренко, Николаем Путилиным, Юрием Марусиным, Виктором Черноморцевым, Владимиром Ванеевым, Скотом Вейром, Мауро Тромбетта, Романом Трекелем, Йоганнесом Дуйсбургом и др.
Среди постоянных партнёров по сцене — Пётр Мигунов, Оксана Шилова, Ирина Васильева, Надежда Сердюк, Владимир Самсонов, Ирина Матаева, Сергей Романов, Жанна Домбровская, Лара Елина, Сергей Муравьёв и др.
В 1992—1995 годах Ирина Шарапова в сотрудничестве с баритоном Андреем Славным и музыковедом Наталией Энтелис осуществила цикл концертов «Антология русского романса: от Алябьева до наших дней». В 25 концертах цикла музыканты исполнили около 500 сочинений от русской классики до современных авторов (всего было представлено более 50 композиторов).
Шарапова считается непревзойденным интерпретатором камерно-вокальных произведений Р. Шумана, Р. Штрауса, Н. Римского-Корсакова, С. Рахманинова, Н. Метнера. Эксклюзивная репертуарная линия пианистки — романсы композиторов «Серебряного века» (Стравинский, Прокофьев, Мясковский, Гречанинов, Черепнин, Гнесин, Щербачев, Василенко, Александров и др.).
Большое место в репертуаре Шараповой занимает музыка современных петербургских композиторов, в особенности Сергея Слонимского, Валерия Гаврилина, Бориса Арапова, Игоря Воробьева, Израиля Финкельштейна.
Михаил Бялик, характеризуя исполнительский стиль пианистки, пишет: «Её игре присуща открытая темпераментность, обостренность контрастов, волевой напор, даже властность».
Выступления пианистки проходят в концертных залах Санкт-Петербурга: Малом зале филармонии, Большом зале филармонии, Академической Капелле, Доме Композиторов Санкт-Петербурга, а также за рубежом: в Литве, Латвии, Чехии, Бельгии, Швейцарии, Франции, Японии, США.

## Проекты
В 90-е Ирина Шарапова осуществила свои первые концертные проекты в Музее-квартире Н. А. Римского-Корсакова: «Музыкальная культура России XVIII—XIX веков» и «Римский-Корсаков в контексте двух эпох». С начала двухтысячных стартовали концертные проекты в Белом зале Политехнического университета, Дворце Великого князя Владимира (Санкт-Петербургский Дом Учёных РАН), Малом зале Санкт-Петербургской филармонии.
«Петербургский салон сегодня» ежемесячно проходит в Дубовом зале Владимирского дворца.
Среди филармонических проектов — популярные абонементы Малого зала филармонии: «Судьбы и роли», «Оперные герои и их жизненные истории», «Великие оперные сюжеты», «Призрак оперы», «Блестящие и великолепные. Оперные легенды». Шарапова выступает автором идеи, разработчиком и художественным руководителем программ, ведущей, исполнителем. Вокруг неё сформировалось содружество молодых музыкантов «Камерата Ирины Шараповой».
В 2003 году вместе с Еленой Гаудасинской Шарапова создала международный фестиваль «Три века классического романса». Фестиваль ежегодно проводится в Санкт-Петербурге. В рамках фестиваля каждые два года проходит конкурс вокально-фортепианных дуэтов. С 2007 года в рамках фестиваля проходит также конкурс молодых композиторов на лучший романс.
Ирина Шарапова явилась инициатором многих камерно-вокальных сочинений современных петербургских композиторов.

## Педагогика
Шарапова воспитала около 250 профессиональных пианистов-концертмейстеров. Среди её учеников — Дмитрий Ефимов, Александр Селицер, Екатерина Венчикова, Светлана Коннова, Татьяна Беззубенкова, Анна Курганова, Александра Воронина, Екатерина Князева, Юлия Сыдыкбаева, Елена Гурина, Александр Ларионов, Артур Церр, Ярослава Сердобольская, Семён Заборин и др.
Член жюри международных конкурсов проекта «Дети XXI века», Международного конкурса «Санкт-Петербург в зеркале мировой художественной культуры»; председатель жюри Международного конкурса Concert Festival.

## Семья
Сын — Александр Болдачев, российский арфист, композитор, педагог, общественный деятель.

## Награды и звания
- Орден Дружбы (12 апреля 2023 года) — за вклад в развитие отечественной культуры и искусства, многолетнюю плодотворную деятельность[21]
- Заслуженная артистка Российской Федерации (21 декабря 2005 года) — за заслуги в области искусства[22]